# Love Cruise
Love Cruise is het zestiende studioalbum van K3 en het derde met werk van Klaasje Meijer, Hanne Verbruggen en Marthe De Pillecyn. Het album is de soundtrack van de K3 langspeelfilm K3 Love Cruise.
De eerste single was Pina Colada, verschenen op 9 juni 2017, nog voor het album werd uitgebracht. Op 6 oktober 2017 volgde een tweede single, Liefde Is Overal. De derde single, Disco Oma, verscheen op 3 januari 2018 maar de clip kwam uit op 9 januari 2018.

## Tracklist
1. Pina Colada
2. Liefde Is Overal
3. 1.000 Kleine Matroosjes
4. Dieper Dan De Zee
5. Verliefd Zijn
6. Hippie Happy Holiday
7. Ik Doe Wat Ik Wil
8. Disco Oma
9. Meisjes Doen De Wereld Draaien
10. Baby Boe
11. Pyjamaparty
12. Verlegen Vlindertje